# Pomacentrus bangladeshius
Pomacentrus bangladeshius là một loài cá biển thuộc chi Pomacentrus trong họ Cá thia. Loài này được mô tả lần đầu tiên vào năm 2020.

## Từ nguyên
Từ định danh bangladeshius có nghĩa là "thuộc Bangladesh" (hậu tố –ius trong tiếng Latinh dùng để chuyển danh từ thành tính từ), hàm ý đề cập đến nơi đầu tiên phát hiện ra loài cá này.

## Phạm vi phân bố và môi trường sống
P. bangladeshius mới chỉ được ghi nhận tại đảo Saint Martin ở ngoài khơi Bangladesh. Môi trường sống của loài này là ở đới mặt bằng rạn của rạn san hô viền bờ, tập trung gần các mỏm đá và rạn san hô.

## Mô tả
Chiều dài lớn nhất được ghi nhận ở P. bangladeshius là 7,7 cm. Cơ thể của loài cá này có màu ô liu đến nâu sẫm. Mống mắt màu vàng với một vòng màu đồng bao quanh đồng tử.
Số gai ở vây lưng: 14; Số tia vây ở vây lưng: 13; Số gai ở vây hậu môn: 2; Số tia vây ở vây hậu môn: 14; Số gai ở vây bụng: 1; Số tia vây ở vây bụng: 5; Số tia vây ở vây ngực: 19; Số vảy đường bên: 18–19.